# Ormosia coccinea
Espèce
Classification phylogénétique
Statut de conservation UICN

 LC  : Préoccupation mineure
Synonymes
Selon Tropicos (09 juin 2022)
- Ormosia subsimplex Spruce ex Benth.
- Robinia coccinea Aubl. - Basionyme

Selon GBIF (09 juin 2022)
- Ormosia coccinea var. coccinea
- Robinia coccinea Aubl. - Basionyme

Ormosia coccinea est une espèce de plantes à fleurs de la famille des Fabaceae. C'est un arbre néotropical. Il s'agit de l'espèce type du genre est Ormosia Jacks..
Le nom « Ormosia » provient du grec ὅρμος hórmos signifiant « collier », en référence aux graines noires et rouges chatoyantes (toxiques) employées en perlerie.
Il est connu en Guyane sous les noms de Panacoco (Créole) (En Guyane, Panacoco désigne les lianes et arbres à graines rouges et noires : Ormosia spp., Abrus precatorius, Rhynchosia phasaeolides),
Neko,
Agui (Nenge tongo),
Panakoko, Agi (Paramaka)
Anakoko (Kali'na),
Wanako kamwi (Palikur),
Onokeu (Wayãpi),
Barakaro (Arawak),
Tento (Portugais du Brésil),
Kokrikri, Hoogbos kokriki (Sranan tongo),
Lucky seed, Barako (Guyana),.
Ailleurs, on l'appelle Gateado, Macure, Palo macure, Peonía, Peonío, Pionilla, Pionina, Tento, Too’o (Yanomami), Ya’u balé au Venezuela,
Canonnier, Gran savonèt, Kanonyè aux Antilles,
Lucky seed, Jumbie beans (Créole du Guyana), Barakaro (Arawak), Anakoko (big type) (Caribe) au Guyana,
Huayruro au Pérou,
Jumby bean, Red horse, Eye bean en Anglais.

## Description

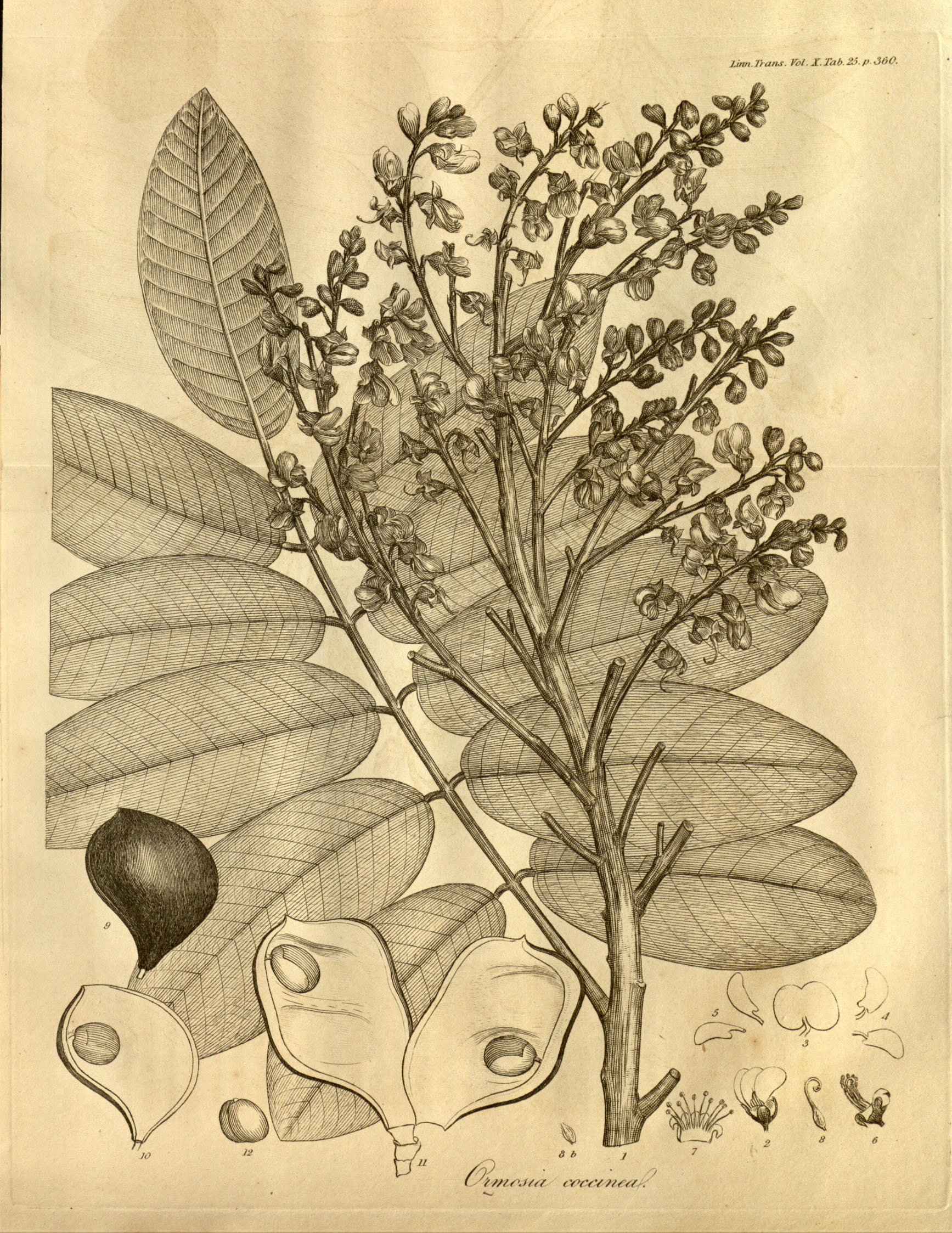
Planche d’Ormosia coccinea par George Jackson (1811) : 1. Ramuli floriferi pars. - 2. Flos sejunctus. - 3. Vexillum. - 4. Alæ. - 5. Carina. - 6. Calyx, Stamina et Pistillum. - 7. Calyx vi expansus cum Staminibus. - 8. Pistillum. 8. b. Germinis sectio. - 9. Fructus monospermus. - 10. Idem intus visus, valva superiori amota. - 11. Fructus dispermus vi expansus. - 12. Embryo.

Ormosia coccinea est un grand arbuste ou un arbre petit à grand, haut de 20 à 30 m.
Son bois léger à mi-lourd (densité : 0,48 à 0,77), est de couleur brun clair rosé ou cuivré, à grain moyen à grossier, plus ou moins ramagé.
Les feuilles sont alternes, composées, imparipennées à 7-11(14) folioles de forme ovale, oblongue, elliptique à obovale, courtement acuminées, obtuses, rétuses à émarginées à l'apex, coriaces-rigides, glabres, luisantes rugueuses sur le dessus, glabres ou finement pubescentes en-dessous, long de 7-12 cm pour 3-6 cm de large.
Les nervures médiane et secondaires (espacées de 3–10 mm) sont profondément imprimées au-dessus, fortement saillantes en-dessous.
L'inflorescence est une panicule tomenteuse de couleur jaune-brun à rouille.
Les bractées et bractéoles sont petites, subulées.
Les pédicelles sont longs de ± 4 mm.
Les fleurs sont de couleur violet foncé.
Le calice est tomenteux à l'extérieur, long de 6 à 8 mm.
L'étendard est réfléchi, campanulé, bicalle au-dessus de l'onglet, avec un limbe long de (6)8-10 mm pour 10-12 mm de large.
L'ovaire est subsessile, tomenteux.
Le fruit est une gousse glabre, plus ou moins ligneuse, déhiscente le long de la suture ventrale, longue de 30 à 45 mm pour (15)20 à 25 mm de large et 13-30 mm d'épaisseur, de forme obliquement déprimée-subglobuleuse (à base obliquement atténuée sur environ 5 mm, et à bec droit, aigu, obliquement acuminé sur 1-7 mm), de couleur brun foncé à rouge vif, luisante, contenant généralement 1 graine, à valves épaisses charnues-coriaces (péricarpe épais, quelque peu resserré entre les graines si 2 graines).
Il contient 1(-2) graines dures, déprimées-globuleuses, de 10-12 x 10-12 x 8 mm, de couleur rouge avec une grande tache noire.
Les cotylédons sont transversaux,,,,.

## Répartition
Ormosia coccinea est présent en Colombie, au Venezuela (Bolívar, Amazonas, Apure, Monagas), dans les Guyanes (Guyana, Suriname, Guyane), en Équateur, au Pérou, au Brésil (Amazonas, Pará).

## Écologie
Ormosia coccinea est un arbre des lisières forestières, des bosquets de savane, et des savanes arbustives sur sable blanc, 50–200 m d'altitude au Venezuela, occasionnel dans les forêts mixtes et marécageuse au Guyana.
Il fleurit en Guyane en fin de saison sèche et fructifie drant la saison des pluies suivante.
Ses gaines sont disséminées par les oiseaux (ornithochorie).
Ormosia coccinea a été étudié sous divers aspects :
- la tension de gonflement des fibres et du parenchyme dans son bois[15],
- les caractéristiques macroscopiques et microscopiques de son bois[16],
- les effets de différentes fertilisations du sols[17], sa biomasse foliaire[18], les macroinvertébrés du sol dans la nécromasse[19], l'entomofaune du sols[20], les dommages causés par les insectes xylophages[21], la décomposition de sa litière fine[22],[23], ou son rôle dans la séquestration du carbone dans des plantations d’Ormosia coccinea au Pérou[24],
- le traitement pour favoriser la germination régulière et rapide de ses graines[25],
- etc.

## Utilisation

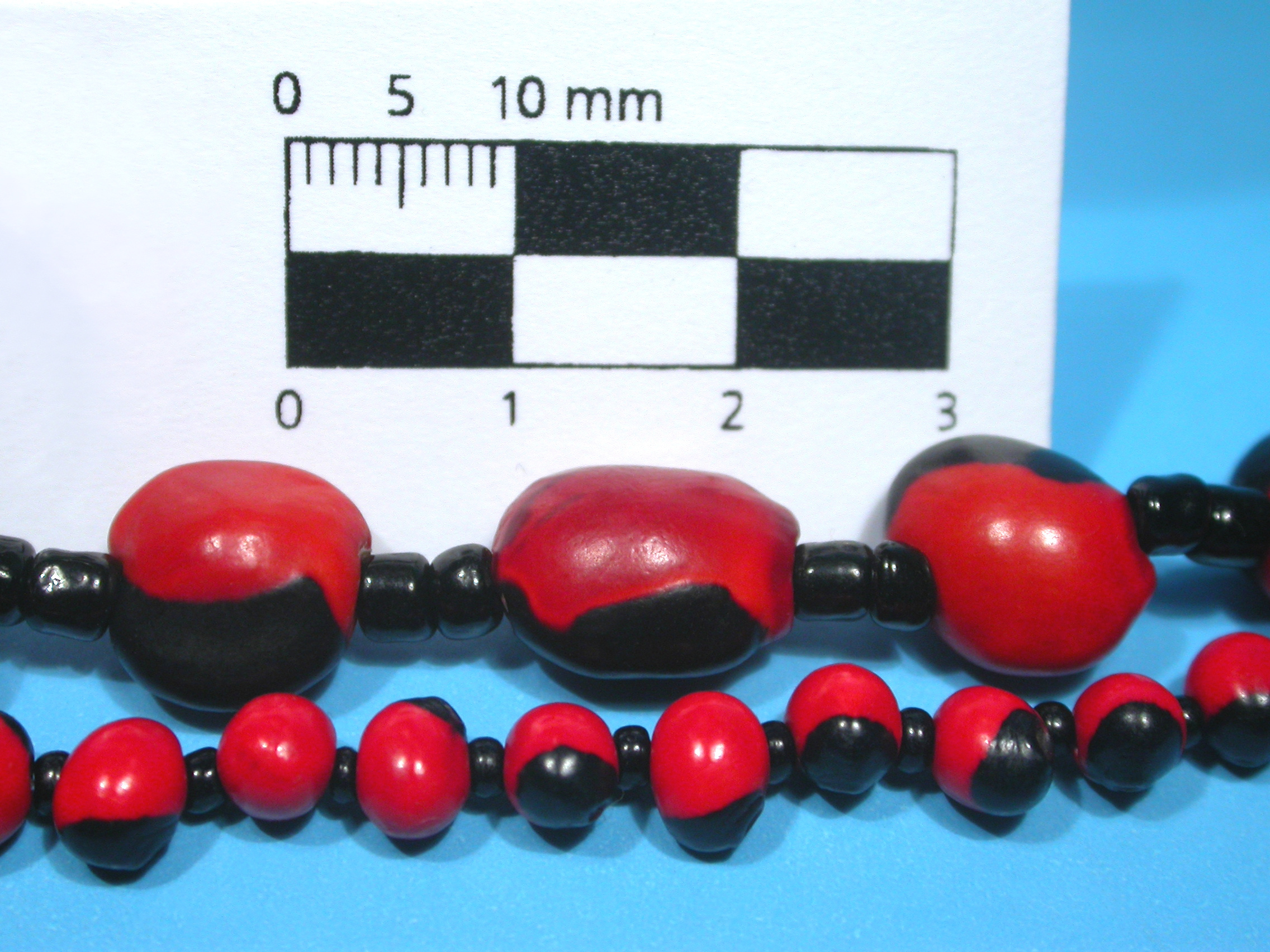
collier de graines d’Ormosia coccinea (grandes) et d’Abrus precatorius (petites)

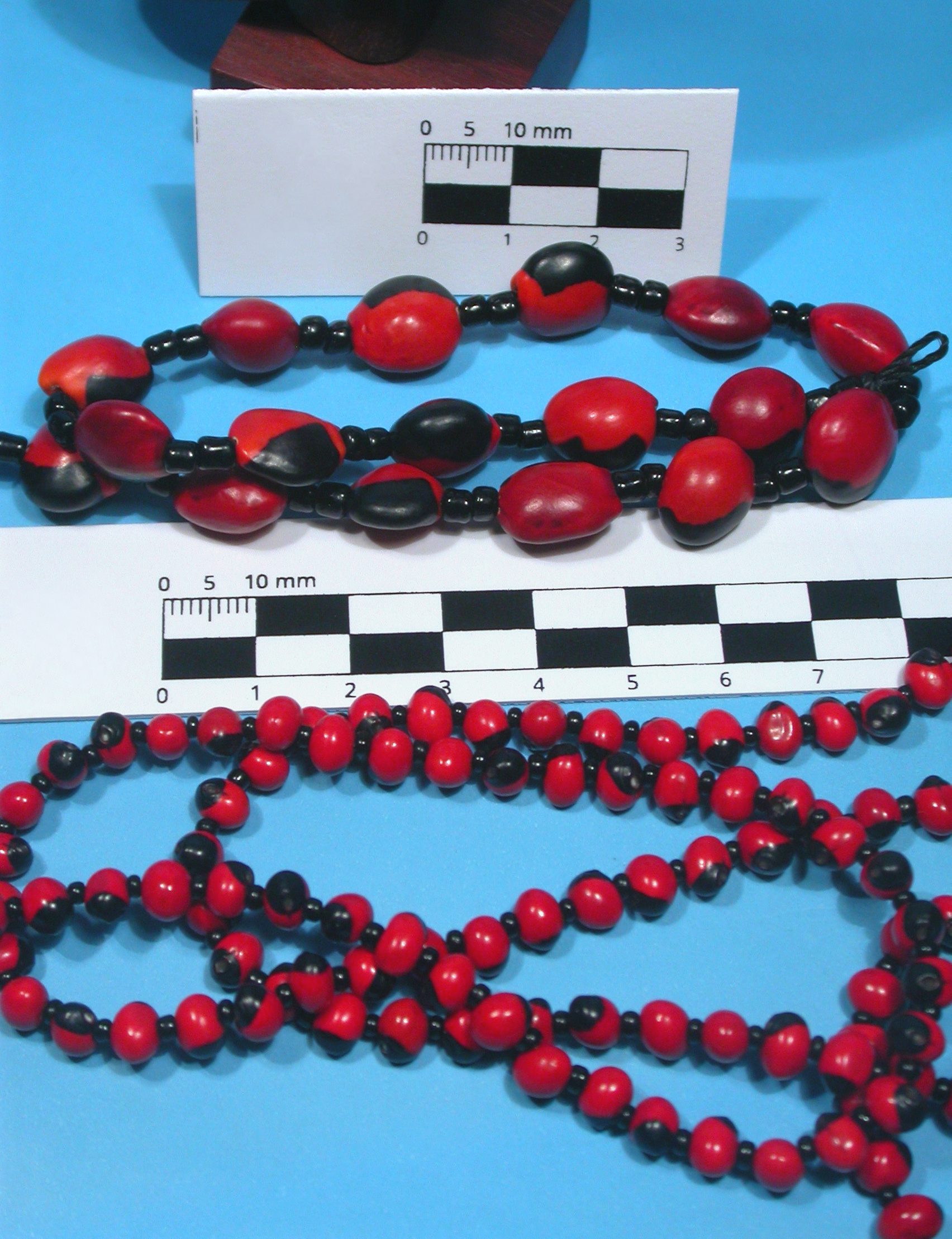
collier de graines d’Ormosia coccinea (grandes) et d’Abrus precatorius (petites)

Les graines d’Ormosia coccinea sont très utilisées dans le bassin amazonien pour l'artisanat amérindien (ex : Wayanas) : colliers, bracelets et autres bijoux...
Au Guyana, elles sont utilisées chez les enfants Arawak pour jouer et parfois pour leur apprendre à compter.
Elles servent de perles ou sont conservées sur soi comme porte-bonheur.
Le bois est utilisé localement pour fabriquer des planches ou du parquet.
Au Guyana, l'écorce pilée est utilisée en bain de vapeur contre la fièvre.
Les graines sont réputées toxiques.
Ormosia coccinea présente des propriétés cicatrisantes sur le rat, et entre, associé à Ananas comosus, dans la composition d'une crème cicatrisante.
La sciure de bois d’Ormosia coccinea sert à fabriquer des briques écologiques à base de plastiques PET.
L'extrait méthanolique d’Ormosia coccinea présente des propriétés anti-inflammatoires et analgésiques,.
L'extrait d’Ormosia coccinea a montré des propriétés antimicrobiennes marquées à 250 µg/mL sur Klebsiella pneumoniae et Staphylococcus aureus.

## Protologue
En 1775, le botaniste Aublet propose le protologue suivant pour Robinia coccinea Aubl., 1775 (synonyme d’Ormosia coccinea (Aubl.) Jacks., 1811) :
« 3. ROBINIA (coccinea) fructu coccinea; nigrâ maculâ notato: Pſeudo-acacia ingens fructu coccineo, nigrâ maculâ notato. Plum, Cat. 19. Mſſ. t. 7. tab. 145, citée par Aublet dans son protologue.

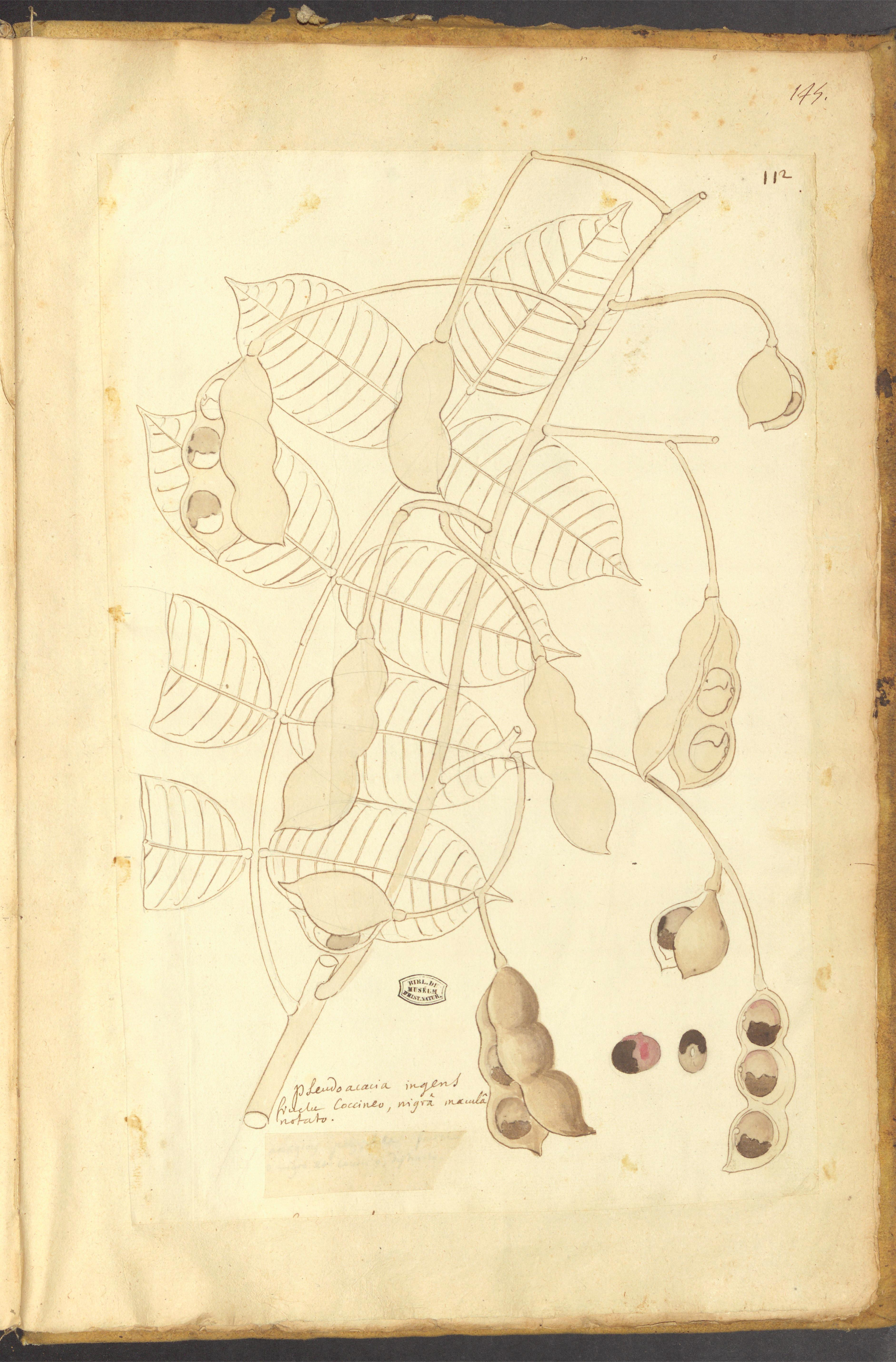
planche originale manuscrite de Plumier en Martinique « Pſeudo-acacia ingens fructu coccineo, nigrâ maculâ notato ».

Le PETIT PANACOCO des habitans de la Guiane.

Cet arbre ſe trouve auſſi dans les forêts qu'on traverſe pour aller à l'habitation de Pitrebot à l'Iſle de France. »
— Fusée-Aublet, 1775.